# Ньюлін Тауншип (округ Честер, Пенсільванія)
Ньюлін Тауншип (англ. Newlin Township) — селище (англ. township) в США, в окрузі Честер штату Пенсільванія. Населення — 1358 осіб (2020).

## Демографія
Згідно з переписом 2010 року, у селищі мешкало 1285 осіб у 479 домогосподарствах у складі 372 родин. Було 504 помешкання
Расовий склад населення:
| - 96,1 % — білих - 0,9 % — азіатів - 0,6 % — чорних або афроамериканців - 1,7 % — осіб інших рас |

До двох чи більше рас належало 0,6 %. Частка іспаномовних становила 2,9 % від усіх жителів.
За віковим діапазоном населення розподілялося таким чином: 23,6 % — особи молодші 18 років, 63,0 % — особи у віці 18—64 років, 13,4 % — особи у віці 65 років та старші. Медіана віку мешканця становила 47,2 року. На 100 осіб жіночої статі у селищі припадало 104,6 чоловіків;  на 100 жінок у віці від 18 років та старших — 102,5 чоловіків також старших 18 років.
Середній дохід на одне домашнє господарство  становив 179 927 доларів США (медіана — 102 202), а середній дохід на одну сім'ю — 214 585 доларів (медіана — 126 719). Медіана доходів становила 102 222 долари для чоловіків та 47 083 долари для жінок. За межею бідності перебувало 7,6 % осіб, у тому числі 11,0 % дітей у віці до 18 років та 0,0 % осіб у віці 65 років та старших.
Цивільне працевлаштоване населення становило 607 осіб. Основні галузі зайнятості: освіта, охорона здоров'я та соціальна допомога — 19,6 %, науковці, спеціалісти, менеджери — 17,8 %, фінанси, страхування та нерухомість — 13,5 %, роздрібна торгівля — 9,4 %.